# يوهانس برامس
يوهانِسْ برامس (بالألمانية: Johannes Brahms) (7 مايو 1833 - 3 أبريل 1897). كان مؤلف موسيقي ألماني، من أصحاب المدرسة الرومنتيكية. أهم ما قيل عنه أنه استمرار لبيتهوفن، أي أن السيمفونية الأولى لبرامس يمكن اعتبارها السيمفونية العاشرة لبيتهوفن. ولم يكن كالرومانتيكيين في نزواتهم العاطفية فقد كان يخشى أن تشغله المرأة عن فنه.
ولد يوهان برامس في مدينة هامبورغ بألمانيا وكان والده عازف كونترباص في أوركسترا الأوبرا بها. تعلم العزف على البيانو من صغره، وكان في شبابه يساعد العائلة بالعزف في المقاهي وحفلات الرقص، ولكنه لم ينقطع عن دراسة النظريات والعلوم الموسيقية. ولما بلغ العشرين كانت موهبته كعازف بيانو قد نضجت، فقرر أن يقوم بجولة في مختلف مدن ألمانيا يعزف منفردًا في الحفلات. وفي سنة 1859 قدم كونشرتو البيانو الأول، واختلفت حوله الآراء كثيرًا. وبعد فترة انتقل إلى سويسرا حيث أقام سنتين ووجد ناشرًا لمؤلفاته وطلبة عديدة له. وفي سنة 1862 عاد إلى فيينا ليستقر فيها نهائيًا بعد أن قدم كثيرًا من أعماله وتوطد مركزه الموسيقي. كان برامس إنسانًا بسيطًا لا يسعى وراء الدعاية لنفسه أو لأعماله، يحب الطبيعة ويحب مجالسة الأصدقاء ولكن على شرط ألا يشغلوا وقته عن التأمل والتفكير فيما يكتب. وفي سنة 1897 تُوفي برامس بسرطان الكبد بعد صراع مرير مع هذا المرض.

## حياته

### الجزء الأول من حياته
ولد يوهانس برامز في هامبورغ في 7 مايو 1833. من جانب والده انحدر من أسرة زراعية وحرفية في منطقة هولشتاين، حيث كان جده يوهان برامز صاحب حانة في بلده هيد. ولده يوهان جاكوب برامز، الأول من الأسرة الذي امتهن الموسيقى، لاقى معارضة لكن عام 1826 انتقل إلى هامبورغ، حيث بدأ كموسيقي في الشارع والرقص، لاحقا انضم إلى أوركسترا مدينة هامبورغ كعازف دابل باص. عام 1830 منح جنسية هامبورغ وفي 6 يونيو من ذلك العام تزوج مدبرة المنزل يوهانا هنريكا كرستيانا نيسين التي كانت تكبره ب17 سنة وانحدرت من أسرة برجوازية محترمة لكن فقيرة.

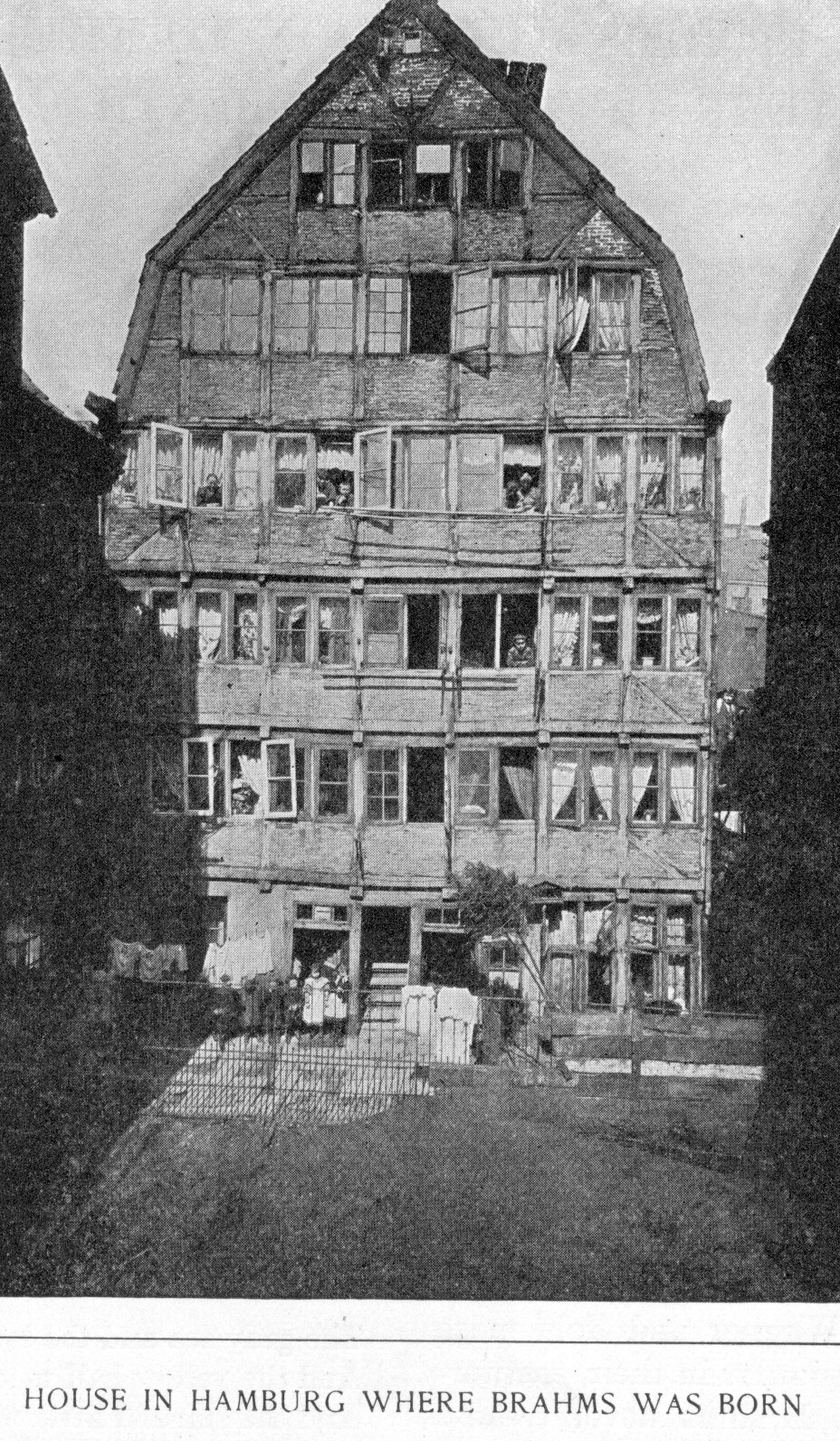
صورة فتوغرافية ترجع لعام 1891 للمبنى الذي ولد فيه برامز في هامبورغ. شغلت أسرة برامز جزء من الطابق الأول، وراء النوافذ المزدوجة على الجانب الأيسر. دمر المبنى في تفجير عام 1943.

كان يوهانس ابنهما الثاني وبعد عامين أنجبا ابن ثالث يدعى فريتز وكان موسيقي أيضا عمل لفترة في فنزويلا كمدرس موسيقى وتوفي في هامبرج في 5 نوفمبر 1885. على الأرجح حصل يوهانس على تدريبه الموسيقي الأول من والده، لكن في سن السابعة صار طالبا لدى أوتو إف دبليو كوسيل، وهو مدرس موسيقى لديه بعض الشهرة في المدينة، الذي سرعان ما صار على يده عازف بيانو محترف. حين هتف له الجمهور بحرارة في حفل عام أقيم سنة 1843، حاول وكيل أمريكي تعيينه لجولة إلى أمريكا كطفل موهوب، لكن مدرسه منع هذا. حين لاحظ كوسيل لهفة الطفل للتأليف تحدث لمدرسه إدوارد ماركسين وهو طالب سابق لإجناتز سيفريد الذي كان محترم بشدة في هامبورغ كعازف بيانو ومؤلف موسيقي عام 1846 تولى تدريب يوهانس على نظرية الموسيقى. حيث أن والديه كان لديهما دخل محدود، استفاد برامز الشاب من الفرص الكثيرة ليوصي بوالده كموسيقي للمناسبات العامة والخاصة. كمؤلف وموزع لأوركسترا ألستر بافليون الصغير التي عزف فيها والده، سرعان ما حصل على خبرة في توزيع الموسيقى للفرق الصغيرة. بعيد عن تقييد تطوره الفني هذا ساعد في تدريب إحساسه بالتأثير الموسيقي، وطور موهبته في الارتجال. هذه الخلفية كان لها أثرا دائما على بارمز. عناصر الموسيقى الخفيفة بما في ذلك موسيقى الصالونات جاءت في مقدمة أعماله اللاحقة. بعد تعرفه على هذا المصطلح الشائع من طفولته، برامز دائما قبله ولم يكن لديه سبب لاحتقاره؛ استحضاره له أحيانا في أعمال لاحقة، مثل «تنويعات على لحن لبجانيني» للصوت العذب المر لعروض الموسيقى من المقاهي حتى أنه لم ينس هذا الأسلوب قط.
في 21 سبتمبر 1848 قدم برامز أول حفل صولو له كعازف بيانو، وحفل ثاني تلا في 14 أبريل 1849. في ذلك الوقت كان يدرس أساسا أعمال باخ وبيتهوفن، إضافة إلى أعمال العازفين الماهرين المعاصرين بمن فيهم ثالثبرج وهيرز. أيضا كان يؤلف بشكل مكثف وبناء على اقتراح ماركسن أرسل طرد يضم أعماله لروبرت شومان ليحصل على رأيه، وعاد له دون أن يفتح.
واقترح أن برامز كان مؤلف عمل Souvenir de la Russie ويترجم بعض جمل لحنية مفضلة من أوبرات لمايربير وآخرين تقدصر تحت اسم جي دبليو ماركس نشرها كرانز من هامبورغ لكن هذا النسب لم يثبت. مع ذلك بالنسبة لحفل رسيتال خاص على الأقل، من المعروف أنه استخدم الاسم المستعار كارل ورث.
حين قمع النمساويون والروس الانتفاضة المجرية في صيف 1848 تيار من المتمردين خلال هامبورغ في رحلة الطيران لأمريكا الشمالية، وبعضهم مكث فأحضروا موسيقاهم معهم وبدؤوا موجة لكل ما هو مجري، التي تم استغلالها لأسباب تجارية لإبداء التعاطف للمتمردين. لذا اتصل برامز بأسلوب أخطئوه في ألمانيا بأنها موسيقى مجرية أصلية وبالتالي في أوائل تطوره فنيا صادفوا العالم الغريب للإيقاعات غير المنتظمة لعمل هذا الانطباع على عمله اللاحق. ضمن اللاجئين كان أحد أهم المترجمين للموسيقى عازف الكمان المجري إدوارد هوفمان الذي عرف باسم ريمني وهو المقابل المجري لاسم هوفمان، الذي درس في فيينا. عام 1850 قدم حفلا موسيقيا في هامبورغ أسر برامز الذي بلغ عمره 17 سنة الذي أقنعه لدى عودته من أمريكا بعد ثلاثة أعوام بأن يصحبه في جولة حفلات موسيقية، عرف برامز مبشارة من ريمني استخدام أسلوب الإيقاع الحر (rubato) في العزف الجماعي.

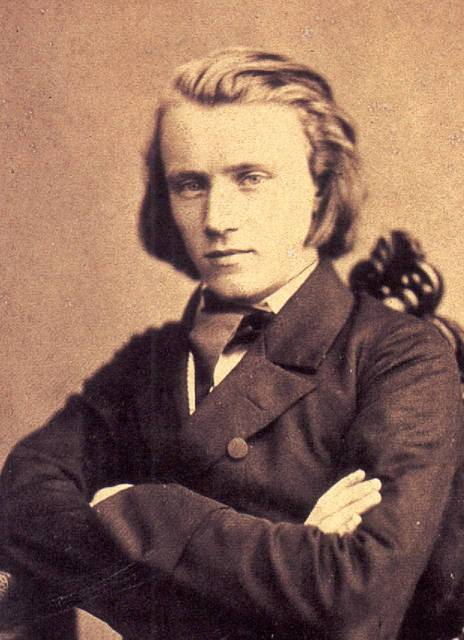
برامز عام 1853

بدأت جولتهم في 19 أبريل 1853 وأخذتهم خلال وقفات عديدة أولا إلى هانوفر، حيث قابل برامز عازف الكمان جوزيف يواكيم في نهاية مايو. يواكيم تعرف في الحال على مواهبه الإبداعية الاستثنائية وأقام معه صداقة طول العمر. وصفه برامز الشاب أنه نقي كالماس وناعم مثل الثلج. في أوائل يوليو سافر برامز وريمني إلى وايمار، حيث قام ليست بالترفيه عنهم في ألتنبرج. هنا عزف ليست عمل لبرامز بعنوان "اسكرتزو في مقام مي بيمول الصغير مصنف رقم 4” عند النظر للمخطوطة سرعان ما أدرك بارمز أن عالمه الموسيقي يعارض المحاولات الفنية التي قام بها ليست والمدرسة الألمانية الجيدة. على حد ذكر هوبرجر كان ينقدهم في رسائل لوالديه في هذا الوقت. قدم لهوبرجر ملخص عن انطباعاته:
«أول شيء مكث مع فرانز ليست لكن سرعان ما اكتشفت عدم فائدتي هناك. كان هذا في أنجح وقت له حين كان يكتب القصائد السيمفونية وكل هذه الأشياء، وسرعان ما أرعبني كل هذا. رغم كل شيء كنت شخص مصمم وقتها وعرفت ما أردت. غادرت بعد أسبوعين وكلما التقينا وقتها، رغم أننا ظاهريا كنا نبدو في علاقة ودية، كان حاجز قفز بيننا».
اقترح كالبيك أن برامز بالكاد قضى أكثر من أسبوعين أو أقصى شيء ثلاثة أسابيع مع ليست في ألتنبرج. على الأرجح استمرت الزيارة أكثر قليلا من 12 يوم. لاحقاً برر رحيله المفاجئ بإيضاح أنه كان عليه أن يكذب وأن هذا مستحيل. أيضا بعد الافتراق عن ريمني الذي ظل مع ليست وصار واحد من أتباعه المثقفين، عاد برامز إلى يواكيم في جوتنجين. شجع يواكيم صديقه الشاب في مثله الفنية واقترح أن يزور روبرت شومان الذي تعرف عليه توا. ذهب برامز أولا في جولة سير طويلة في راينلاند حيث تعرف على العديد من الموسيقيين بما فيهم جوزيف فازلفكس وفرديناند هيلر وفرانز وولنر، ثم تعرف على موسيقى شومان أثناء بقائه في ضيعة بالقرية في مهليم يملكها ديتشمان الذي يعمل ممول في كولونيا. أخيرا عند إصرار فازلفسكي، استجمع الشجاعة لزيارة شومان في دازلدورف في 30 سبتمبر 1853. انبهر شومان بشدة من أعمال برامز ومن عزفه المعبر على البيانو فرحب بهذا الصقر الشاب بمقال شهير وتنبؤي بعنوان Neue Bahnen" أي المسار الجديد، في مجلة الموسيقى الجديدة. في الحقيقة هذا المقال قدم إشادة مبالغ فيها فتسببت في موقف عدائي أكثر مما دعمت برامز الشاب الذي كان لا يزال مجهولا وقتها ولم يمثل رؤية شومان الصادقة.
رغم أن برامز كان معتادا على الإطراء والتشجيع كلما ظهر أمام الجمهور، فإن الاعتراف من مصدر السلطة مثل له الواجب والعبء. عاد إلى هامبرج لكن حين سمع عن الانهيار العصبي الذي تعرض له شومان في فبراير التالي أعادته صداقته للأسرة إلى دازلدورف لمساعدتهم. في هذه الزيارة تطور إخلاصه لكلارا شومان التي كانت تكبره ب14 عاما إلى عاطفة رومانسية. لم ترى كلارا زوجها ثانية حتى قبل وفاته مباشرة في نهاية يوليو 1856. وقعت في مشكلات مالية وسرعان عند الشعور باليأس اضطرت لتقديم حفلات عامة لإعالة نفسها. تولى برامز شئون منزلها خلال هذه الفترة واتصاله الوثيق مع المرأة التي اعجب بها بشدة تسببت له في موقف شديد الإحراج. حافظ على علاقته مع شومان وفتش في مكتبته أيضا تبنى التفكير الفني وتصميمات المؤلف الأكبر سنا. عمله "16 تنويعات في مقام فا دييز الصغير مصنف رقم 9”، الذي يرجع تاريخه لهذه الفترة المتوترة والمحبطة، منغرسة في العالم الثقافي لشومان، اختار برامز لحن في عمله Bunte Blätter مصنف رقم 99 وأضاف للأوتوجراف الإهداء الموحي Variationen über ein Thema von Ihm. Ihr zugeeignet وتعني "تنويعات على لحن لشومان، إهداء إليه" العمل مليء بالإشارات الغامضة. يبدو أن برامز يقف في صمت بين اللحن والإهداء، مع التسخدام الموسيقى كالوسيلة الوحيدة للتعبير عن مشاعره. لاحقا سمى هذه الفترة "فترة هامة" بالتالي يشير للانتفاضة العاطفية التي كان يشعر بها نحو كلارا. كل فترة انفصال عنها أحدثت له عذاب جديد وألم عاطفي. في 31 مايو 1856 قبل شهرين من وفاة شومان كتب لها بجذل:
«محبوبتي كلارا، أنت عزيزة على بلا حدود، أعز لي مما يمكني قوله. أود قضاء طوال اليوم أطلق عليك أسماء تعبر عن حبي لك وأقدم لك الإشادة دون الشعور بالرضا أبدا. خطاباتك مثل القبل».
بعد وفاة شومان في 26 يوليو 1856 خاض برامز مرحلة حب يائس نحو كلارا الذي أشار له لاحقا في حياته بحذر. أول الامر دفن نفسه في دراسات تقنية للتأليف الموسيقي لكن العام التالي أعلن بوضوح عن حبه لكلارا. حين انتقلت لمنزل والدتها في برلين في سبتمبر 1857 عاد برامز لهامبورغ، عاش لعدة سنوات تالية، في الطريق قضى أربعة أشهر في ديتمولد وهي زيارة كررها في فصول الخريف من العامين التاليين، في العمل كعازف بيانو في البلاط وعازف موسيقى الحجر ومايسترو في جوقة البلاط. كما وجد الكثير من الفرص لقيادة اوركسترا البلاط الذي يتكون من نحو 45 عازف ولذا تعلم التكنيك الاوركسترالي، يمثل عملين له "سرينادة في مقام 11” و"سرينادة في مقام 16” نتاج ذلك. قضى مارس وأبريل لعام 1858 في برلين لذا من اجل رؤية كلارا شومان ثانية، لكن في صيف ذلك العام في جوتنجين التقى ووقع في حب أجاثا فون سيبولد، ابنة أحد الاساتذة وفكر في الزواج منها بجدية. هذا لم يصل لشيء لكنه ساعد برامز على التعافي من عاطفته السابقة وألهمته أجاثا بكتابة عدد من الأعمال الموسيقية العاطفية بما فيها الليدر بأسلوب الاغاني الشعبية – مصنف رقم 14 و19 و20. لاحقا مع الثلاثة نداءات لحروف تعني اسمها في المجموعة اللحنية الثانية من الحركة الأولى في السداسية من مقام صول كبير، ضمن أن تكون حروف اسمها في العمل.

### هامبورغ 1859 – 1862
استقر برامز في هامبورغ عام 1859 وذلك العام أسس كورس للنساء؛ يمكن رفعه ل40 صوت عند الضرورة واستمر حتى رحيله من هامبورغ. وزع الأغاني شعبية وكتب أعمال مبتكرة لهؤلاء النساء أصغر ل12 صوت. في 30 أبريل 1860 قدم برامز على سبيل الدعابة للكورس مجموعة من اللوائح القديمة يكشف اسلوبها عن دراسته المكثف للدراسات القديمة لماتيسون عن نظرية الموسيقى في مكتبة المدينة. حين ذهبت كلارا شومان إلى هامبورغ لتقديم ثلاث حفلات كبيرة في 15 و16 نوفمبر 1861، مجموعة من الكورس النسائي قدموا العرض معها. علق برامز أهمية قليلة لعمله مع هذه المجموعة، رغم الرفقة السارة التي قدمتها أو التوزيعات التي قدمها لها. لاحقا راجع ونشر عدد من الأعمال المبتكرة – 12 أغنية ورومانس مصنف رقم 44 – وعام 1894 أعاد كتابة بعض الأعمال الأخرى للصوت الصولو والبيانو.
عام 1858 اكمل برامز كونشرتو البيانو في مقام ري الصغير مصنف رقم 15 الذي بدأه في اوائل 1854 ومن ذلك الحين قام بالكثير من المراجعة. عرضه الأول له في هانوفر في 22 يناير 1859 كان ناجحا لكن حين كرره بعد خمسة أيام في لايبزغ، حيث كل الجميع ينتظرون بلهفة العازف الماهر الشاب كان العمل فاشلا. نتيجة هذا عرض هامبورغ الأول في 24 مارس 1860 مع والد برامز على آلة الدابل باص وأسرته تجلس على المقاعد لاقى ترحابا أكبر كنجاح شخصي ومالي للمؤلف الشاب. في هذا الوقت كان برامز لديه آمال مبررة لمستقبله الفني، لكنه لم يدرك مدى صعوبة المسار الذي اختاره بعدم الحصول على دعم المؤسسة الموسيقية.
عام 1857 أعلن هو ويواكيم معارضتهما لسياسات مدرة ألمانيا الجديدة، وهي دائرة حول ليست وبرندل أصبحت وثيقة الصلة وهي مجموعة قوية ومؤثرة استاء أعضاها من ابتعاد برامز أكثر حيث اعتبروه حتى الآن الأكثر موهبة إبداعية. حين كان في لايبزغ للعرض الكارثي لكونشرتو البيانو في مقام ري الصغير، تفادى زيارة ليست وبريندل، رغم أن هذا متوقع منه. الجمعية الجديدة للموسيقى أنبت جهور لايبزغ بالتالي جعلت من الممكن لبرامز التواني لكن في مارس 1860 وقع هو ويواكيم وجي أو جريم وبيرنارد شولز على إعلان يفصلهم كليا عن المبادئ الفنية والجمالية لليست ودوائره. بالتالي اختار مسار مشرف لكن أيضا شائك كما اكتشف برامز في الحال. في صيف 1860 عرض بريتكوف وهارتل نشر كونشرتو البيانو وعملين للسرينادة لكن رفضت كلها إلا أول سرينادة. رايتر وبيدرمان في وينترثار أخذوا الأعمال الأخرى وأحضر سيمروك في الحال السرينادة الثانية. برامز كان الآن في حاجة للاعتراف العام فقرر أن يخلف فريدريش فيلهلم جروند كمايسترو لحفلات هامبورغ الفيلهارمونية حين كان متوقع من الأخير التقاعد في أكتوبر 1860 بمناسبة بلوغه 70 عاما. لهذه الفترة ينتمي عمله السداسية في مقام سي بيمول الذي أكمله عام 1860، و«تنويعات على لحن لهاندل» وتنويعات لعازفين بيانو على لحن لشومان، وأول جزئين من مجموعة أغاني ماجيلون وتجديد عمل على قداس ألماني، بدأه أثناء بقاءه في دازلدورف عام 1857.
في كونشترو البيانو في مقام ري الصغير في مقام 15 سعى برامز للتوفيق بين مبادئ السيمفونية والكونشرتو، جزء البيانو، بدلا من ان يظهر دائما في المقدمة يدمج في البناء الأوركسترالي. بالتالي يبدو أن الكونشرتو يظهر رفض برامز لأسلوب الكونشرتو لليست بفاعلية بدلا من توقيعه على الإعلان العام ضد الألمان الجدد. إجابة على النقد اللاذع في مجلة «إشارات لايبزغ» شرح كارل جي بي جلادنر في «مجلة برلين الجديدة للموسيقى» في 29 يونيو 1859 أن برامز كتب «سيمفونية -كونشرتو» و«سيمفونية مع بيانو أوبليجاتو» دون لمحة لأسلوب الفرتيوزو أو الصالون.
في يونيو 1862 حضر برامز مهرجان موسيقى الراين في كلونيا مضيفا لهذا زيارة لكلارا شومان في مونستر أم شتاين. هنا بدأ العمل في خماسية من مقام فا الصغير، التي أكملها عام 1864. قبل يوليو عاد لهامبورغ. حفزه التقدير الذي حصل عليه ليبذل ده إبداعي وآماله ليخلف «جراند» بدت مواتية. من أجل تجنب سوء الفهم الرسمي المحتمل بشأن تعيين محلي قرر بحكمة الذهاب لفيينا بما أنه هناك في العاصمة الموسيقية في أوروبا يمكنه إقامة سمعة فنية تمكن مجلس الشيوخ في هامبورغ من استدعاؤه للعودة من وراء جدران مدينتهم. في 8 سبتمبر 1862 ترك بلده الأم في حالة معنوية مرتفعة ولم يشك كثيرا أنه لن يعيش هناك أبدا بعد الآن.

### السنوات الأولى في فيينا
بعد وصوله في فيينا، وجد برامز عدة أصدقاء قدامى من أيام هامبورغ والتقى باخرين خلال تقديم كلارا شومان. سرعان ما تم قبوله في الدوائر الفنية وفاز باصدقاء جدد خلال موسيقاه خاصة الرباعية للبيانو في مقام صول الصغير ولا الكبير. ضمن هذه كان يوليوس إبشتاين وجوزيف هيلمسبرج اللذين تحمسا لاعمال برامز وادوا الكثير منها مع رباعيته. الظهور الأول لبرامز أمام الجمهور في 16 أكتوبر 1862 لاقى نجاح محدودا لكن تحول إلى اعتراف ودي في حفله الخاص الذي أقيم في 29 نوفمبر. عامل هام في تطوره لاحقا كان تعرفه على أوتو ديسوف مدير الحفلات الفيلهارمونية التي اتخذ برامز أعماله الاوركسترالية وتكنيكه في القيادة كنموذج له: لقاءه وصداقته مع كارل تاوسيج ألهمته ليؤلف التنويعات على لحن لبجانيني كلاهما حركة فنية واحترام مهني تجاه موسيقي أثبت نفسه نفسه بالفعل.
لكن آمال برامز لنيل وظيفة في هامبورغ لم تحقق. في 6 مارس 1863، في حفله الأخير سلم جروند عصاه للقيادة جمهوريا للمطرب الشاب جولياس ستوكهاوزن، الذي أشرف يوم 6 مايو على حفل خيري غنى فيه وقاد الأوركسترا بالتالي ضمن قرار لصالحه. في 1 مايو غادر برامز فيينا للاحتفال بعيد ميلاده الثلاثين مع أسرته لكن حين وصلته أخبار الوضع في هامبورغ تراجع لضاحية بلانكنس للعمل في الكنتاتا رينالدو قبل انقضاء الشهر عاد لفيينا ليخلف فيردناند ستيجماير الذي توفي في 6 مايو كمدير لأكاديمية فيينا، قبل الوظيفة رغم أن 39 صوت فقط انتخبوه مقابل 38 صوت. في 28 سبتمبر 1963 قام برامز بأول بروفة له كمدير حيث كانت الأموال قليلة أضطر أن يقتصر على الأعمال دون م صاحبة الآلات وبدأ في كورس لدراسة الموسيقى الأولى لمؤلفين أمثال إيكرد وشوتس وجابرييلي وروفيتا وباخ دون إهمال أعمال أحدث كتبها بيتهوفن ومندلسون على سبيل المثال. دون أي مبادرة من جانبه، انجذب لمنافسة دامت لمدة طويلة مع مدير اوبرا فيينا يوهان هيربك وهو كان منافسة لبرامز كمايسترو إن لم يكن كمؤلف موسيقي. لدعم سمعته قدموا حفل موسيقي في 17 أبريل لأعماله – موسيقى كورالية السداسية في مقام سي بيمول وسوناتا لآلتي بيانو (النسخة الأولى لخماسية من مقام فا الصغير) التي لم تقابل بالتصفيق الحار، حيث تكون كليا من أعمال موسيقية جديدة. مع ذلك عملت لتقديم برامز للجمهور الفيناوي كفنان مبدع قوي وفوق كل شيء وضح الاتجاهات التي يقع فيها مستقبله الموسيقي. المصاعب المتزايدة ليس اقله العبء الإداري الكبير سبب له التخلي عنه بعد موسم واحد فقط. أكثر بدافع اللطف عن الضغط المالي بدأ في إعطاء دروس في البيانو وخلالهم كون صداقات دامت مدى الحياة، بينهم إليزابيث ابنة فرير فون ستوكهاوزن. لاحقا حين تزوجت ساعد برامز دون أنانية مشوار زوجها هاينرش فنو هيرزجنبرج وهو مؤلف موسيقي.
تعرف برامز على فاجنر خلال كورنيلياس وتاوسيج. وفقا للرواية التي وردت في السيرة الذاتية لفاجنر التقى المؤلفان الموسيقيان معا أول مرة في أواخر 1862 على الأرجح في عدة مناسبات حيث انشغل برامز في تجهيز مادة الأداء لحفلات فاجنر في 26 ديسمبر ذلك العالم و1 و11 يناير 1863 (تأكد هذا بتوجيه مكتوب من فاجنر لتاوسيج) الآن في أرشيف بايروت. فاجنر صدم من الواضح من طريقة بارمز المتراجعة. ويبدو أن لقاءهما في 6 فبراير 1864 الذي ذكره كالبيل كان الأخير وجرى هذا في بتزنج قرب شونبران، حيث استأجر فاجنر منزل ريفي لبارون فون روتشو. عام 1869 خوفا من منافسة برامز في مجال الأوبرا هاجمه فاجنر في مقال دوري بشدة حتى أنه أقام حواجز لم يتم تجاوزها بينهما فقط تحفظ برامز منعم من الصارع المكشوف مع فاجنر. في متصف 1864 عاد لهامبورغ ليحاول إنقاذ والديه الذي، ليس أقله بسب الفرق الكبير بينهما في العمر، كان يهدد بالانفصال، لكن جهوده ذهبت سدى. بعد عدة أسابيع في بادن بادن التقى مع الشاب هيرمان ليف، الذي كان وقتها قائد فرقة موسيقية في كارلسرو وصار واحد من أقرب أصدقائه بعض الوقت. في السنوات التالية كان ليفي واحد من أهم المروجين وأكثرهم تأثيرا في أعمال برامز الموسيقية. اتصالهم انتهى عام 1875 حين كان ليفي في صفته كمايسترو يعمل بتزايد كنصر لأعمال فاجنر. مقابل هذا فاز برامز بصداقة ودعم هانز فون بولوف الذي أصابه خيبة الأمل الشديدة من فاجنر وأدار ظهره له.
في 31 يناير 1865 ماتت والدة برامز وحضر جنازتها وخلّد ذكراها في "الأداجيو المهيب في ثلاثية الهورن مصنف رقم 40” مع الإشارة من الأغنية الشعبية dort in der weiden steht ein haus. في أكتوبر من نفس العام أعلن والده زواجه من كارولين تشناك وهي أرملة تصغره ب18 سنة كان لها ابن. ظل برامز على علاقة جيدة معها طوال حياته وبعد وفاة والده أعالها هي وابنها المتعل.
كانت مدة بقاء برامز في فيينا تقاطعها بتكرار جولات الحفلات الموسيقية – وحدها، أو مع يواكيم ويوليوس ستوكهاوزن رغم أن هذا النوع من صنع الموسيقى كان قليل لذوق برامز – الذي أخذه ليس فقط لألمانيا والنمسا لكن لكل بلده لها أهمية موسيقية في المجر وسويسرا والدانمارك وهولندا. بعد 1868 العام الذي استقر فيه نهائيا في فيينا، قيد برامز جولاته لعرض أعماله. وإذا كان ما زال لديه أمل للتعين في هامبرج، فقد هذا للأبد لأن الوظيفة ضاعت منه مرة أخرى عام 1867 حين وقع الاختيار على خليفة ستوكهاوزن. أثناء هذا صار مؤلف له وضع في أوروبا ورغم عدم قيامه بمحاولة جادة للحصول على الوظيفة في هامبرج لا بد أنه شعر بالألم أنه لم تتم استشارته حتى في التعيين. في أبريل 1894 عرض عليه منصب مايسترو للحفلات الفيلهارمونية خلافة لبرنوث لكن هذا كان محاولة مخجلة للصلح لذا رفض المنصب ولم يخفي خيبة أمله من مدينته الأم.
أنه ما زال حريص على الحصول على تعيين رسمي واضح من اهتمامه أن يخلف إرنست رودورف في كونسرفتوار كولونيا وسؤاله عن طبيعة مهام ماكس بروخ كقائد فرقة موسيقية في سوندرسهاوز حين غادر بروخ في 1870. مركز ثابت ارتبط في ذهنه بفكرة أن يكون مواطن مهذب من الطبقة المتوسطة، كما كتب لكلاوس جروث وشعر أن هذا شرط للزواج السعيد وحيا الأسرة لذا حاول مرة أخرى الزواج رغم أنه من الواضح وجد صعوبة في ذلك. حين استقال هيربك من كونسرفتوار فيينا عام 1870 سرعان ما اعتبر برامز خليفته في الجانب الأوركسترلي لكن رفض الترشيح وليس حتى نحو ثلاثة أعوام لاحقا في سبتمبر 1872 اقتنع بتغيير رأيه بشرط أن يقود الكورس أيضا. في 11 فبراير 1872 توفي والده، وإدراكه بضياع الصلة الحقيقية الأخيرة مع هامبورغ قد يكون شجع هذا القرار. حقيقة احتمال انتقاله لمنزل جديد في كارلسجاس رقم 4 يدل أنه قرر جعل فيينا وطنه الدائم. مكث في هذه الشقة المتواضعة التي تتكون من حجرتين لبقاي عمره الذي استمر 25 سنة.

### السنوات المتوسطة في فيينا
استخدم برامز هذه الوظيفة مثل السابقة لتقديم أعمال الباروك العظيمة للجمهور الفيناوي وشرع في مجموعة حفلات موسيقية لباخ وهاندل دون أن يثير حماس كبير في الجمهور. حين قاد حفله الأول في 10 نوفمبر 1872 لم يظهر هواة في الأوركسترا كما كان سابقا هو الآن لدي تحت تصرفه أوركسترا أوبرا البلاط وهي جهة محترفة بقيادة هلمسبرجر. في أول الأمر ثبت أنه لامع كمايسترو لكن اختياره للبرنامج لاقى استقبال مختلط. رغم أنه لم يهمل الأعمال المعاصرة كان برامز متحمس بشكل خاص في تقديم الموسيقى الأولى لمؤلفين أمثال هاندل وباخ وإيكارد وإيزاك. علق هانزليك في سخرية: «هنا قليل مثل أي مكان آخر يقدمون حفلات مع الغرض الصريح لدفن انفسهم أولاً بالطريقة البروتستانتية ثم بالكاثوليكية». رغم عمله الناجح كمايسترو كان برامز يدرك أنه غير مؤهل لشغل هذا المنصب للأبد. تلا هذا مشاجرات وراء الكواليس، مع عداء خفي ونقد مقنع، خاصة من سابقه هيربك الذي يعد الآن عضو من المجلس الاستشاري الفني. استقال برامز من منصبه عام 1875 شاعرا بالراحة أكثر من الإحباط، مقدما كسبب ببساطة أن هيربك الذي قال أعاق عمدا تطور مشواره الفني. غادر في 18 أبريل مع عرض بروخ «أوديسا» ولم ينل على تعيين دائم مرة أخرى. كان برامز حكيم عندما استقال: لم يفشل خلال قدرته على قيادة الأوركسترا أو اختيار البرنامج أو الإشارة لكن ببساطة بسبب مرور العصر الذي كان يمكن لمؤلف موسيقي أن ينجح كذلك كمايسترو. المؤلف المايسترو لم يعد قادر على الثبات في الجيل الصاعد من ظاهرة المايسترو الماهر، الذي تضمن هانز ريختر وهيرمان ليفي وفيلكس موثل وفرانك ماك.
قرار برامز بالاستقالة من منصبه لم يكن خطوة مؤلمة له لكن جاءت مع اشتياقه القوي للتاليف. الآن كان مشهور دوليا مع أكثر من 60 مصنف بما فيهم الكثير من الأعمال الكبرى التي تنسب له. عام 1868 رائعته الكورالية الحقيقية "القداس الجنائزي الألماني مصنف رقم 45” انتهى. بدأه عام 1857 كفكرة لكونشرتو في مقام ري الصغير ومر بمختلف مراحل التطور اثناء 1860 و 1861. الدافع الحقيقي لإنهائه خرج من صدمة برامز في وفاة والده، وفي فبراير 1865 أخذ العمل مرة أخرى وأكمل أول خمس حركات أثناء البقاء في كارلسرو وزيورخ. أكمله في زيورخ وبادن بادن في أغسطس 1866 لكن أضاف حركة أخرى لاحقاً دمجها كحركة خامسة في هامبورغ في مايو 1868. في حين العروض الأولى لأجزاء القداس الجنائزي مثل الحركات الثلاثة التي قادها هيربك في فيينا في 1 ديسمبر 1867 لها أثر عميق على الجمهور، اعترف بالقداس الجنائزي المكتمل كعمل بطولي تذكاري حين عرض في 1871 في بريمن بكلونيا وفيسبادن وكارلسرو وامتدح الجمهور مؤلفه على أنه وطني. أكد برامز هذا الرأي بكتابة الليد البطولي منصف رقم 41 سنة 1861 وأغنية ليد النصر مصنف رقم 55 الذي اكتمل في صيف 1871 لتخليد ذكرى الحرب الفرانكو بروسية وأهدى للإمبراطور.

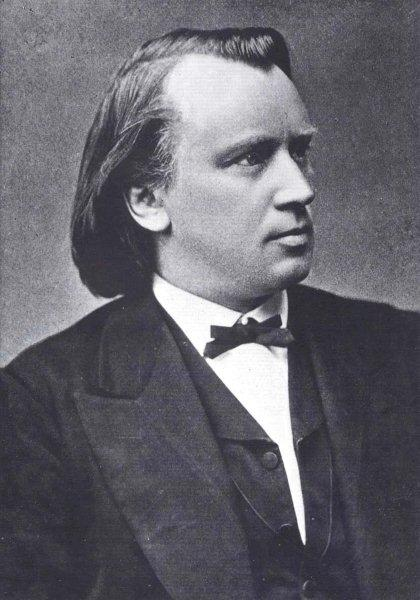
يوهانس برامز حوالي سنة 1870

في صيف 1873 اكمل برامز أشهر عمل له "تنويعات على لحن لهايدن مصنف رقم 56”. في نسخته الأوركسترالية نال الترحاب في عرضه الأول ومن حينها لم يعاني برامز من انتكاسات فنية حادة بعد ذلك. أيضا كان وضعه آمن ماليا فعاش على العائد من حفلاته وجمع رأسمال كبير من العوائد المتزايدة من أعماله الموسيقية. فريتز سيمروك الناشر الرئيسي لبرامز أصبح الرئيس الوحيد للشركة عند وفاة والده عام 1868 ثم عام 1870 انتقل لبرلين وحاول إقناع برامز في التوقيع على عقد احتكار مدى الحياة لكن المؤلف توقع مدلولات التزام طويل الأمد فرفض، مع ذلك كان يمكنه العيش على عائد أعماله جيدا ولم يرغب في الخضوع لما يمليه ناشر محتكر حتى لو كان صديقه الشخصي. لم يوافق سيمروك أبدا على أن يدفع له حسب مبيعات أعماله بدلا من دفع المبلغ الإجمالي.
بدأت تتدفق التكريمات عليه من الخارج. في مايو 1876 تقدم جي إف كوب إلى مجلس الشيوخ في جامعة كامبردج أن برامز ويواكيم ضمن آخرين لابد ان يحصلون على دكتوراه فخرية في الموسيقى لكن برامز رفض وفعل ذلك ثانية حين جددت كامبردج العرض عام 1892. مع ذلك يواكيم وافق في 7 مارس 1877 وحين ذهب إلى كامبردج لينال شهادته ذلك العام أخذ معه نوتة السيمفونية الأولى في مقام دو الصغير مصنف رقم 68 لبرامز وقادها في الحفلات التالية، وكان الشبه بين لحن الهورن الأخير وأجراس جامعة كامبردج ملحوظ. بدأ العمل في هذه السيمفونية عام 1855 لكن لم يكمل الحركة الأولى حتى 1862 ولم يكمل باقي الحركات حتى صيف 1874 و75 و76 في روشليكون وزيجلهاوس واسنتز وهامبرج وليخنتول. العرض الأول في 4 نوفمبر 1876 في كارلسرو وتكرر عرض برامز للعمل في مانهايم الذي أصبح مهرجان صغير بما أن الكثير من الموسيقيين جاءوا من بعيد لحضور المناسبة. جمهور ميونيخ كان أكثر تحفظا لأنه اعتاد على أعمال لاخنر وراينبرجر وبالتالي لم يقدر على متابعة الكتابة السيمفونية لبرامز. استقبلت فيينا السيمفونية بلطف حين قادها برامز هناك كضيف في الحفل حيث كان هيربك المايسترو في العمل.
عام 1876 السلطات في دازلدورف افتتحت مفاوضات مع برامز بشأن أكاديمية الموسيقى وكانوا يأملون في تعيين شخص هام كمدير موسيقي للمدينة محل جولياس توش الذي ترأس الأكاديمية هناك منذ وفاة شومان. في النهاية رفض برامز جزئيا لأن شروط التعيين لم تكن محددة بما يكفي وجزئيا بسبب تجاربه السيئة سابقا مع الوظائف الرسمية.
السنوات 1877 – 1897 كانت ضمن أكثر سنوات برامز إنتاجا. في يناير 1877 قدم حفلات في لايبزغ حيث آل هيرزوجنبرج استقروا عام 1872: مجموعة المقسمين المحلفين لبرامز الذين جمعوهم حولهم أيدهم المخلص والمعتمد عليه كارل رينكه الذي جاء إلى لايبزغ كمايسترو لأوركسترا جويندهاوس عام 1860 وفي 18 فبراير 1869 قاد العرض الكامل الأول للقداس الألماني. جوعه إلى إليزابيث فون يرزوجنبرج الذي كان برامز معجب بغنائها بشدة قد يكون أطلق «أغنية الربيع» العظيمة لسنة 1877، حين ألف في الأسابيع التالية ما لا يقل عن 18 أغنية مصنف رقم 69 - 72. أشهر الصيف لهذه السنوات الثلاثة ألف فيها أغلب السيمفونية مقام ري الصغير وعام 1877-1878 خمسة من 8 مقطوعات للبيانو مصنف رقم 76 عام 1878 كونشرتو الكمان وعام 78-79 سوناتا الكمان في مقام صول الكبير وعام 1879 رابسوديتان مصنف رقم 79. بين ربيع 78 و1893 قام بثماني رحلات لإيطاليا كل مرة يصحبه أصدقاؤه القريبون لكن رغم إعجابه بالبلد لم ينجذب قط للتاليف بالاسلوب الإيطالي.
في 11 مارس 1879 حصل برامز على دكتوراه فخرية من جامعة برسلاو. وصفه بأنه «الأول ضمن السادة المعاصرين للموسيقى الجادة» احضرت هجوم من فاجنر في مقال له تجاهله برامز. مرة أخرى لم يحضر الاحتفال لكن شكر الجامعة بافتتاحية المهرجان الأكاديمي مصنف رقم 80 العرض الأول لها قاده هناك في 4 يناير 1881. في الصيف الأخير من 1878 تلقى دعوى في احتفالات الذكرى الخمسين للجامعة الفيلهارمونية في هامبورغ حيث لاقت سيمفونيته الثانية بحماس ولها رضها الاحتفال في بلده الأم كمؤلف معاصر رائد.
كتب برامز كونشرتو الكمان مصنف رقم 77 في بروتشاش في صيف 1878، حيث أخذ النصيحة من يواكيم عن تقنية جزء الكمان الصولو. أهمية هذا العمل يضاهي النماذج العظيمة لبيتهوفن ومندلسون. رغم أن برامز تحدث بوضوح عن المصاحبة الأوركسترالية، نجح في التوفيق بين التراكيب السيمفونية والكونشرتو وفي مزج الكتابة الصولو والأوركسترا في نسيج متجانس رغم كل الفقرات الاصطلاحية الممتدة والصعوبات الفنية الواسعة الجزء الصولو لا يتطلب أبدا شخصية العرض الماهر. حين سمعت كلارا شومان الحركة الأولى في عرض خاص كتبت أن الأوركسترا والعازف الصولو ممتزجين جيدا في العمل. العرض الأول في لايبزغ في 1 يناير 1879 الذي قاده برامز بنفسه شجع على الاحترام بدلا من الحماس وعرض فيينا في 14 يناير 1879 لاقى بالمثل تصفيق مهذب. حتى صديق برامز هانسليك أطلق على العمل وصف أنه اختراع صلب نوعا ما مع خيال المؤلف يبحر بنصف صاري. لم يكن حتى للعرض في القصر البلوري للندن في 22 فبراير 1879 أن الكونشرتو تمكن من إيجاد القبول واعتمد على نفسه.
برامز قبل الآن وضع روتين لتقديم الحفلات في الشتاء وألف الموسيقى في الصيف لكن عدد الأعمال التي بدأها في أشهر الشتاء يوضح أنه حتى لم يعيش حسب هذا الجدول. في مارس 1880 بدأ العمل في ثلاثيات البيانو في مقام دو الكبير ومي بيمول لكن أكمل الأول فقط، في باد إشل في يونيو 1882. في 2 و3 مايو 1880 كان في مايو للكشف عن النصب التذكاري لشومان وهو عمل للنحات أدولف دوندورف وهناك التقى بكلارا شومان التي كانت تعمل أستاذة البيانو في الكونسرفتوار فرانكفورت منذ 1878. وبما أنه لم يعد قادر على الهروب من المعجبات في بورتشاش، قضى الصيف في 1880 في باد إيشل ومن 1889 كان منتجعه المفضل. هناك عام 1882 كتب الخماسية في مقام فا الكبير مصنف رقم 88. في باد إيشل ينتمي ثلاثة أعمال موتيت مصنف رقم 110 والخماسية في مقام صول كبير مصنف رقم 111 وكل أعماله من ثلاثية الكلارنيت في مقام لا الصغير مصنف رقم 114 سنة 1891 إلى 11 كورال بريلود مصنف رقم 122 سنة 1896، باستثناء عمل رقم 121 “أربع أغاني جادة" الذي كتبه في فيينا في أوائل مايو 1896.

### منينجين وفيينا
كانت سنة 1881 هامة في حياة برامز الخاصة. صداقته العميقة مع كلارا شومان ازعجها سوء تفاهم طفيف والآن ابتعد عن يواكيم لان برامز حين رأى صديقه يعذب زوجته بالاتهامات الغيورة دون أساس انحاز إلى جانبها صراحة. حلا الخلاف سنة 1887 لكن الدفء القديم لم يعد بينهما مرة أخرى. في فبراير 1881 ادى بولوف الذي حضر في منينجن منذ 1 أكتوبر في العام السابق سوناتات لبيتهوفن الأخيرة للبيانو في فيينا وعزفه حصل على صداقة برامز في الحال. بولوف عرض على برامز اوركسترا بلاط مننيجين الشهير كأوركسرا لبروفة ن الذي قبله برامز في الحال. قرب نهاية 1881 ذهب إلى مننجين وحفل لأعماله قدم هناك في 27 نوفمبر تكرر في يناير 1882 في أكاديمية برلين بدأ تقليد برامز الشهير لأوركسترا بلاط مننجين. لم يكن بولوف فقط هام لبرامز كزميل يمكنه المساعدة في الدعابة لأعماله وتطوير أسلوب مبتكر للتفسير أيضا كان خليفة جدير لهيرمان ليفي الذي انضم إلى معسكره بعد لقاء فاجنرز في حين شعر ليفي بالانجذاب لأعمال موسيقى الحجر لبرامز وأقل لموسيقاه السيمفونية اعترف بولوف في الحال بالسيمفونية الأولى كمنقطة اتصل روحانية مع خط التطور من عمل بيتهوفن الذي ادى آخر الامر إلى المدرسة الفيناوية الثانية.
قضى برامز الربيع التالي في فيينا حيث نشر الليد مصنف رقم 84 – 86 وفي باد إيشل ذلك الصيف أكمل ثلاثية في مقام دو الكبير إضافة إلى خماسية في مقام فا الكبير. تعرفه على الدوق جورج فون مننجين والدوقة تعمق فأصبح صداقة وثيقة دامت باقي حياته. تغيرت خطة لقضاء الصيف 1883 في باد إيشل فجأة حين جاء له إلهام لتأليف سيمفونيته من مقام فا الكبير أثناء رحلة إلى الراين في وايتسان. أجر محل إقامة في فيسبادن قرب أصدقائه آل بيكيراث وبعد مسودات أولى كتب العمل كاملا دون توقف. في فيسبادن التقى بالكونترالتو الشابة هيرمن سبايس واهتمامه بها كفنانة وكامرأة أدى إلى نتاج ثري من الأغاني.
ضمان معرفة أنه في مننجين يمكنه العمل بسلام وخصوصية مع أوركسترا من الطراز الأول قد يسهم في قيامه بتأليف آخر سيمفونياته في مقام مي الصغير في صيف 1884. بعد مدة مكوث سلمية كضيف لدى دوق مننجين في فيلا كارلوتا في كادنابيا في بحيرة كومو عاد إلى موزوشلاج قرب سامرنج باس حيث كتب أول حركتين مكملا باقي الحركات في السنة التالية. في أكتوبر 1885 قدم بروفة لسيمفونيته الجديدة سرا في مننجين وفي الحال بعد ذلك أخذ الأوركسترا في جولة عبر ألمانيا وهولندا حيث عرض العمل في بلدان كثيرة.
صيف 1886 كان الأول من ثلاثة فصول صيف قضاها برامز في هوفستيتن على ليك ثان. كان هذا صيف موسيقى الحجرة. غرض فيينا لسوناتا التشيللو في مقام مي الصغير مصنف رقم 38 لروبرت هاوسمان في 7 مارس 1885 حفزه لكتابة سوناتا ثانية للتشيللو في مقام فا الكبير مصنف رقم 99 الذي دونه على الوقرق في ليك ثان في أغسطس وفي نفس الشهور كتب سوناتات الكمان مصنف رقم 100 و 108 وثلاثية في مقام دو الصغير مصنف رقم 101. عام 1887 بعد تردد كبير ومع تحفظات أعاد برامز وكلارا شومان الرسائل التي كتبوها لبعض. في أول الأمر ارادت كلارا أن تستخلص من رسائل برامز «كل ما يتعلق بحياته الفنية والخاصة وأدون كل هدا معا ثم أعيد له الرسائل ليدمرها. لكنه رفض ولذا أعيد له الرسائل وأنا تدمع عيناي» (مذكرات كلارا، 16 أكتوبر 1887).
لأعمال هذا الصيف ينتمي الكونشرتو المزدوج في مقام لا مصنف رقم 102 الذي حقق نجاح لدى النقاد لكن ليس لدى الجمهور في العرض الأول في كلونيا في 18 أكتوبر. مثلافي بورتشاش فضول السياح أفسد السلام في هذه العطلة لبرامز وبعد صيف 1888 حين كتب القليل من الأعمال تخلى عن هوفستيتن أيضا. في بيرن التقى بهيرمان سبايسز ثانية وافترقا مع الشعور بالود المتبادل.
من عام 1889 قضى برامز كل صيف في إيشل حيث قام بترفيه الكثير من أصدقائه ومعارفه. قبل عامين منحه كيسر فيلهيلم وسام شرف للسلام والآن الإمبراطور النمساوي منحه وسام ليوبولد. وكذلك حصل على وسام هامبورغ بلده الأم فاجاب بإهدائها عمله مصنف رقم 109 حيث قاده هناك في 14 سبتمبر في الحفلات الموسيقية لمعرض هامبرج للتجارة والصناعة.
قرر برامز الآن بشكل خاص أن يضع قلمه جانبا. في أكتوبر 1890 كتب لسيمروك أنه لدى مغادرة إيشل «ألقي بالكثير من المسودات الممزقة في ترون» بمجرد إنهاء الخماسية مصنف رقم 111 ولم يتمادى خططه فكتب سيمفونيته الخامسة في رحلته لإيطاليا في الربيع. نظم منزله ودمّر كل شيء غير مفيد وتعامل مع الأعمال غير الكاملة أو التي كان قد تخلى عنها، من هذا جاء 13 اتباع مصنف رقم 113 و 51 دراسة للبيانو التي وضع لها مسودة أولى عام 1863 و 41 أغنية شعبية ألمانية.
عام 1891 التقى برامز مع عازف الكلارنيت رتشارد مولفيلد التي كانت عروضه لأحد كونشرتات فيبر وخماسية الكلارنيت لموتسارت أثرت فيه حتى قضى ساعات يستمع غليه وهو يتدرب ودرس كل إمكانيات وحدود آلته الموسيقية. أثناء صيف 1891 في إيشل كتب بسرعة جدا ثلاثية الكلارنيت في مقام لا الصغير وخماسية الكلارنيت في مقام سي الصغير. قبل نوفمبر تمكن يواكيم ومولفيلد من عزف الثلاثية معه في مننجين وفي 12 ديسمبر عرضت المقطوعتان أول مرة في أكاديمية برلين مع رباعي يواكيم في هذه المناسبة رسم إي فون مينزل لوحة بالحبر لمولفيلد. بعد عامين في صيف 1894، أضاف برامز لهذه الأعمال عملين سوناتا للكلارنيت في مقام فا الصغير ومقام مي بيمول مصنف رقم 120 ومع هذه الأعمال الأربعة للكلارنيت انهى العمل للآلة الموسيقية. حتى في هذه المرحلة اللاحقة اتصاله بمننجين جعله يؤلف أكثر أعماله القيمة لموسيقى الآلات. لا بد أنه أدرك المكان الذي شغله في تفكير معاصريه حين جمع فريتز شتاينباخ برامج لمهرجان مننجين الموسيقي في 27-29 سبتمبر 1895 الذي يتكون فقط من أعمال لباخ وبيتهوفن وبرامز أعلى تقدير ممكن لمؤلف حي.
في ربيع 1896 كلارا شومان التي كانت تعاني من الصمم المتزايد لبعض السنوات وعانت من سكتتين رقدت على فراش الموت. حين سمع برامز بوفاتها في 20 مايو غادر إيشل في احال متوجها لبون لحضور جنازها والسير وراء قبرها. ربما أول مسودات عمل «أربع أغاني جادة» استلهمت بعواطفه تجاه مرضها لكنه أهداها لماكس كلينجر. في يونيو لاحظ أصدقاء برامز تغير في ملامح وجهه. هو نفسه ظن أن هذا يرجع لإصباته بمرض الصفراء ولم يخبره الأطباء عن تشخيص إصابته بمرض سرطان الكبد، وهو نفس المرض الذي تسبب في وفاة والده. ذهب لكارلسباد في سبتمبر لتلقي العلاج لكن دون جدوى، وفي 26 مارس 1897 تدهورت صحته بشكل ملحوظ وكان طريح لافراش، اهتمت به فراو سليستين تروكا. توفي في فيينا في 3 أبريل الساعة 8:30 ص. في 6 أبريل دفن في المقبرة المركزية بفيينا وسط حشود من المعزين ورسائل الأسى من كل أنحاء أوروبا خاصة ألمانيا. في هامبورغ أنزلت كل السفن ألويتها حداداً عليه.

## أعماله

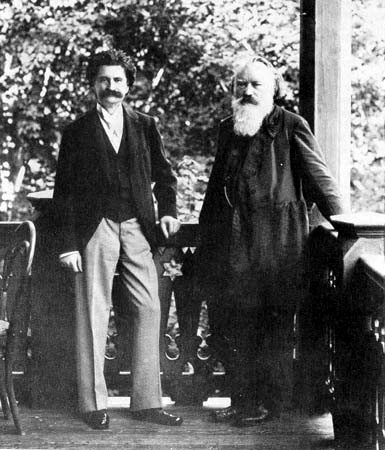
برامس مع يوهان شتراوس الابن

ولا تثير مؤلفات برامس الإعجاب من أول مرة – ولكنها من النوع الذي كلما ازداد الاستماع إليها ازداد فهمها وبالتالي الإعجاب بها. وأهم مؤلفاته تشمل على أعمال للكورال والأصوات المنفردة والأوركسترا التي كتبها على أشعار وقصائد كل من شيللر وغوته، و 4 سيمفونيات و 2 كونشرتو للبيانو والأوركسترا بالإضافة إلى 190 أغنية، وسبعة مجلدات من الأغاني الشعبية الألمانية التي أعاد صياغتها. ولكن أكثر أعمال برامس شعبية وشهرة هي 21 رقصة مجرية، التي قام بتأليف بعضها وجمع البعض الآخر من التراث الشعبي المجري، وأشهر تلك الرقصات هي الرقصة الخامسة والرقصة الأولى والثانية، وقد استعملت تلك الرقصات في أفلام الكارتون وأفلام شارلي شابلن الصامتة.

## هوامش
1. 1 2  Encyclopædia Britannica | Johannes Brahms (بالإنجليزية), QID:Q5375741
2. 1 2  مشروع مكتبة الموسيقى الدولية | Johannes Brahms، QID:Q523660
3. ↑  Discogs | Johannes Brahms (بالإنجليزية), QID:Q504063
4. 1 2  Brockhaus Enzyklopädie | Johannes Brahms (بالألمانية), OL:19088695W, QID:Q237227
5. 1 2 3 4 5 6 7 8 9 10 11 12 13 14 15  Anton Bettelheim (ed.), Biographisches Jahrbuch und Deutscher Nekrolog (بالألمانية), Berlin: Unknown, vol. 2, 1897, pp. 90–96, QID:Q19142610
6. 1 2 3 4 5 6  Vědecká knihovna v Olomouci, REGO (بالتشيكية), QID:Q125023568
7. 1 2  А. М. Прохорова, ed. (1969), Большая советская энциклопедия: [в 30 т.] (بالروسية) (3rd ed.), Москва: Большая российская энциклопедия, Брамс Иоганнес, OCLC:14476314, QID:Q17378135
8. ↑  "Brahms, Johannes". Biographisches Lexikon des Kaiserthums Oesterreich (بالألمانية). 14: 406. 1856. QID:Q88807731.
9. 1 2  Archivio Storico Ricordi، QID:Q3621644
10. ↑  MusicBrainz (بالإنجليزية), MetaBrainz Foundation, QID:Q14005
11. ↑  "سيمفونية «يوهانس برامز» الأولى: 14 عامًا لتخطي حاجز بيتهوفن". Manshoor. 21 أبريل 2019. مؤرشف من الأصل في 2019-05-27. اطلع عليه بتاريخ 2019-05-27.
12. 1 2 3 4 5  The New Grove Late Romantic Masters: Bruckner, Brahms, Dvorak, Wolf (Composer Biography Series)

## روابط خارجية
- يوهانس برامس على موقع IMDb (الإنجليزية)
- يوهانس برامس على موقع الموسوعة البريطانية (الإنجليزية)
- يوهانس برامس على موقع ميوزك برينز (الإنجليزية)
- يوهانس برامس على موقع قاعدة بيانات الأفلام السويدية (السويدية)
- يوهانس برامس على موقع إن إن دي بي (الإنجليزية)
- يوهانس برامس على موقع أول ميوزيك (الإنجليزية)
- يوهانس برامس على موقع ديسكوغز (الإنجليزية)
- يوهانس برامس على موقع قاعدة بيانات الفيلم (الإنجليزية)